# Catéchisme impérial
Pour les articles homonymes, voir Catéchisme (homonymie).
Le Catéchisme impérial est un petit catéchisme instauré en 1806 par Napoléon Ier dans tout l’Empire en remplacement des catéchismes diocésains.
Issu notamment des catéchismes gallicans de Bossuet et de Fleury, un développement controversé sur les devoirs dus à l’Empereur y avait été ajouté à la demande de Napoléon, le rendant incompatible avec la doctrine universelle de l’Eglise.

## Histoire
Les articles organiques promulgués en 1802 avec le Concordat de 1801 imposent l’unicité du catéchisme « pour toutes les églises catholiques de France ». Auparavant, les diocèses avaient leurs propres catéchismes.
En 1803, la rédaction du catéchisme impérial a lieu sous la direction de l'abbé David d'Astros (directeur de cabinet et neveu du ministre des Cultes Portalis) assisté de l’abbé Emery et de quelques sulpiciens. Leurs travaux, refondant notamment les catéchismes gallicans de Bossuet et de Fleury, se terminent en septembre 1803. Les vérifications théologiques se prolongent jusqu’en 1804.
La publication est retardée par le Premier consul Bonaparte qui veut apporter des développements sur le 4e Commandement, développements relatifs au devoirs du citoyen envers le gouvernement et l’autorité civile. La commission dirigée par l’abbé d’Astros objectant que l’obéissance au gouvernement français n’était pas un dogme universel, Portalis demande à l’évêque Bernier une rédaction de ce développement en 1803, qui est ensuite désapprouvé par Bonaparte sans y donner suite. C’est en 1805 que Napoléon Ier s’intéresse de nouveau au sujet, Bernier fournit une nouvelle rédaction de la section, ensuite retouchée avec Portalis et le cardinal Caprara.
Alors que le Saint-Siège exige dès août 1805 que la congrégation cardinalice soit tenue informée, le cardinal Caprara, légat du Pape, approuve le Catéchisme impérial dans son intégralité le 30 mars 1806 sans en référer au Pape Pie VII. Le catéchisme est rendu obligatoire dans tout l’Empire par le décret du 4 avril suivant, publié le 5 mai.
Malgré la « surabondance de maximes n’appartenant pas à la doctrine catholique », seul l’archevêque de Bordeaux d’Aviau se lève parmi le clergé français pour réprouver ce catéchisme. En Belgique, le bas-clergé lui est très hostile, et les évêques de Tournai et de Liège refusent de le publier. Rome garde le silence mais les réserves de Pie VII nourriront la rupture entre le Pape et Napoléon deux ans plus tard.
En 1837, il fait en partie sa réapparition dans le catéchisme du diocèse de Toulouse promulgué par son auteur David d'Astros qui en est l'archevêque.

## Contenu
Il s’agit d’un seul catéchisme enseigné dans tout l’Empire, où l’on enseigne notamment les devoirs suivants : « l’amour, le respect, le service militaire, les tributs (impôts), l’obéissance et la fidélité à l’égard de l’Empereur ». L’image de Napoléon Ier et la glorification de son régime prennent ainsi place au milieu des doctrines catholiques universelles.